# Square de la Mutualité
Le square de la Mutualité se situe dans le 5e arrondissement de Paris, dans le quartier Saint-Victor.

## Situation et accès
Il commence au 24, rue Saint-Victor et finit en impasse.
Il dessert la maison de la Mutualité ainsi qu'un centre de santé polyvalent, le Centre de santé du square de la Mutualité.
Ouvert à tous, il dispense des soins de qualité (médical, dentaire, imagerie) sans dépassement d'honoraires, avec pratique du tiers payant.

## Origine du nom

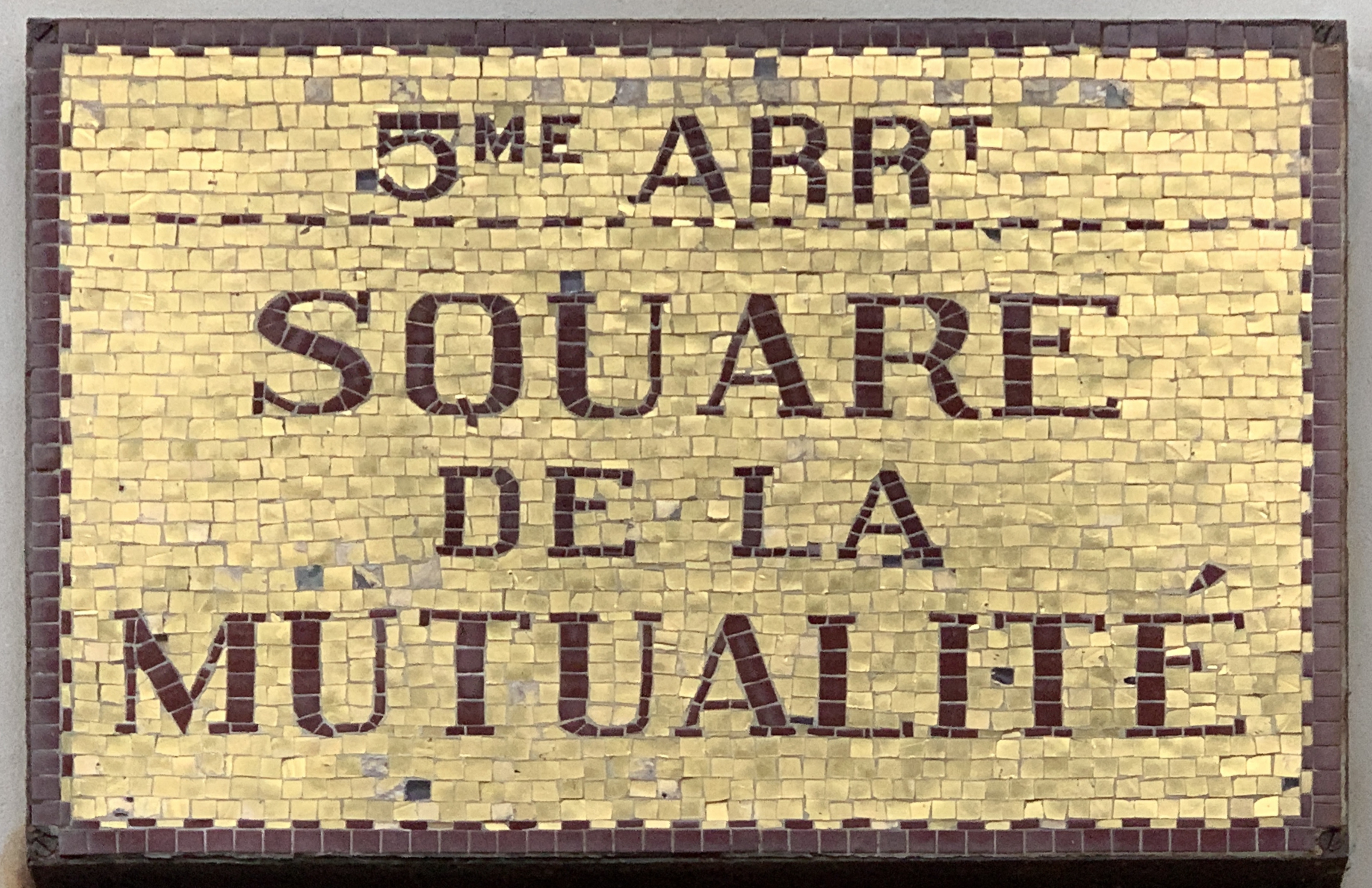
Plaque de la voie.

Il est ainsi nommé car il dessert le palais de la Mutualité.

## Historique
Ce square a été ouvert en 1930.